# جابر بن سلمان مدخلي
جابر بن سلمان مدخلي عالم دين سعودي، اسمه جابر بن سلمان جابر مدخلي، درس القرآن الكريم وحفظه صغيرا، وفي عام 1360 هـ التحق بالمدرسة السلفية بصامطة، حيث تتلمذ علي يدي الشيخين عبد الله القرعاوي وحافظ الحكمي ، وفي عام 1365 هـ عين مدرسا بمدرسة مجعر، ووفي عام 1369 هـ نقل للتدريس بقرية الركوبة التابعة لمحافظة صامطة، ثم في عام 1371 هـ نقل مدرسا بقرية الدغارير، وفي عام 1372 هـ رجع للتدريس بمدرسة قرية مجعر إلى نهاية عام 1373 هـ، ثم نقل بعدها مديرا لمدرسة صامطة السلفية، بعدها عين مشرفا على مدارس محافظة صامطة، وفي آخر عام 1376 هـ كلفه الشيخ عبد الله القرعاوي بالسفر إلى نجران ضمن بعض طلبة العلم لفتح مدارس هناك، وفي عام 1381 هـ صدر الأمر بتعينه قاضيا لمحكمة عين قحطان التابعة لمنطقة عسير حتى عام 1390 هـ حيث أحيل للتقاعد، توفي المدخلي يوم الثلاثاء السادس عشر من رمضان عام 1431 هـ الموافق 2010 .